# Пушкаш, Андрей Иванович
Андрей Иванович Пушкаш (10 марта 1923, Великие Комяты, Подкарпатская Русь, Чехословакия — 14 июня 2008, Москва, Россия) — советский и российский историк, доктор исторических наук, ведущий научный сотрудник Института славяноведения РАН, профессор, признанный специалист по истории Венгрии и международных отношений в Центральной Европе в XX веке.

## Биография
А. И. Пушкаш родился 10 марта 1923 году в крестьянской семье в селе Великие Комяты, в то время входившем в состав Чехословакии, а с 1939 по 1945 годы — Венгрии. В 1946 году, окончив гимназию в городе Мукачево, поступил на исторический факультет Ужгородского университета. После получения диплома два года работал учителем в одном из сел Закарпатской области. В 1953 году поступил в аспирантуру Института истории АН СССР и спустя три года защитил кандидатскую диссертацию на тему: «Борьба венгерской коммунистической партии за разрешение аграрного вопроса. 1944—1948». После защиты диссертации остался работать в Институте истории. Будучи сотрудником института, был откомандирован в Историко-дипломатическое управление МИД СССР, где занимался разбором, описью и изучением венгерских трофейных архивов, на основе которых выпустил несколько монографий. Много лет преподавал в Дипломатической академии, а также на кафедре ИМО  МГИМО МИД РФ. В 1968 году в результате реорганизации отделения истории вместе с группой коллег перешёл на работу в Институт славяноведения АН СССР, где продолжал работу до смерти 14 июня 2008 года.

## Работы
- Венгрия в годы Второй мировой войны. — М.: Издательство Института международных отношений, 1966. — 212 с.
- Венгрия в годы Второй Мировой войны. — М.: Наука (издательство), 1966. — 524 с. — (Вторая мировая война в исследованиях, воспоминаниях, документах).
- Внешняя политика Венгрии. Ноябрь 1918 — апрель 1927 г. — М.: Наука, 1981. — 367 с.
- Краткая история Венгрии : С древнейших времен до наших дней / Т. М. Исламов, А. И. Пушкаш, В. П. Шушарин. — М.: Наука, 1991. — 606, [1] с. — 13 000 экз. — ISBN 5-02-009913-9.
- Внешняя политика Венгрии. Апрель 1927 — февраль 1934 г / отв. ред. И. И. Поп. — М.: Институт славяноведения РАН, 1995. — 317 с. — ISBN 5-757-60011-X.
- Внешняя политика Венгрии. Февраль 1934 — январь 1937 г / отв. ред. И. И. Поп. — М.: Институт славяноведения РАН, 1996. — 300 с. — ISBN 5-757-60037-3.
- Цивилизация или варварство: Закарпатье. 1918—1945. — М.: Европа, 2006. — 557 с. — (Евровосток). — 2000 экз. — ISBN 5-973-90083-5.